# Anallacta confusa
Anallacta confusa är en kackerlacksart som beskrevs av Karlis Princis 1963. Anallacta confusa ingår i släktet Anallacta och familjen småkackerlackor. Inga underarter finns listade i Catalogue of Life.